# أرثور ديسماس
أرثور ديسماس (بالفرنسية: Arthur Desmas)‏ (7 أبريل 1994 ببريست في فرنسا - ) هو لاعب كرة قدم فرنسي في مركز حراسة المرمى.

## روابط خارجية
- أرثور ديسماس على موقع رابطة كرة القدم الفرنسية للمحترفين (الإنجليزية)
- أرثور ديسماس على موقع قاعدة بيانات كرة القدم.إي يو (الإنجليزية)
- أرثور ديسماس على موقع Soccerway.com (الإنجليزية)
- أرثور ديسماس على موقع عالم كرة القدم.نت (الإنجليزية)